# Oporinia lofthousei
Oporinia lofthousei är en fjärilsart som beskrevs av Harris. Oporinia lofthousei ingår i släktet Oporinia och familjen mätare. Inga underarter finns listade i Catalogue of Life.